# Ludwig Grave (Mediziner)
Ludwig Grave (auch Graff, Gravius, Grau, Graue, Groff; * 1547 in Heidelberg; † 28. Dezember 1615) war ein deutscher Mediziner.

## Leben
Ludwig Grave war der Sohn eines 1554 verstorbenen gleichnamigen praktischen Arztes in Heidelberg. Durch seine Mutter Katharina Justina Stuichs war er ferner ein Großneffe von Philipp Melanchthon. Er studierte Medizin an der Universität Heidelberg, bestand im Februar 1568 sein Magisterexamen an der Artistenfakultät und erlangte 1571 die medizinische Doktorwürde. Nachdem er durch die Verfassung der vorgeschriebenen Abhandlung auch die sonstigen Vorbedingungen erfüllt hatte, nahm er seine Lehrtätigkeit auf. Er entsagte deshalb gänzlich der ärztlichen Praxis und begann seine Vorlesungen, die so erfolgreich verliefen, dass er schon im Dezember 1573 unter die Professoren und Senatoren der Universität aufgenommen wurde. Er hatte hierbei als Nachfolger von Albert Blaurer den Lehrstuhl für Physiologie an der Medizinischen Fakultät Heidelbergs inne. 1580/82 bis Mai 1583 war er Professor für Pathologie und anschließend als Nachfolger von Thomas Erast Professor für Therapeutik an derselben Fakultät. Von 1586 bis 1590 war er Bibliothekar der Universität Heidelberg und fungierte auch als deren Rektor in den Jahren 1577, 1582, 1605 und 1613.
1590 wirkte Grave als Arzt der Familie des Grafen Georg III. von Erbach. Der Kurfürst Friedrich IV. von der Pfalz ernannte ihn 1597 zu seinem Leibarzt. Seine allzu große Anstrengung im Lehramt hatte jedoch seine Gesundheit untergraben, so dass er im vorgerückten Alter fast jedes Jahr verschiedene Heilbäder aufsuchen musste. Im Herbst 1615 befiel ihn eine schwere Krankheit, der er am 28. Dezember 1615 im Alter von 68 Jahren erlag. Er wurde feierlich in der Peterskirche bestattet und hinterließ keine Nachkommen.
Grave trat auch als Schriftsteller hervor, widmete jedoch dieser Tätigkeit nicht allzu viel Zeit, da er die für seine Vorträge nötigen Arbeiten dadurch zu beeinträchtigen fürchtete. Unter seinen Werken ist insbesondere die auf Deutsch verfasste Schrift über die Pest (Bericht, wie man sich in Sterbensläufften zur Präservation und Curation der Pestilenz-Krankheit habe zu verhalten, Leipzig 1607) erwähnenswert, die in der ersten Hälfte des 17. Jahrhunderts bei den Ärzten in großem Ansehen stand. Daneben schrieb Grave u. a. die Abhandlung Theses de peste, in quibus pestiferae luis natura, praeservatio et curatio methodice exponuntur (Heidelberg 1583). Er beschäftigte sich in seinen die Pest behandelnden Schriften insbesondere mit den Symptomen der Seuche, ihrer Prophylaxe und Therapie.